# 米開朗基羅塔
米開朗基羅塔是一棟位於南非桑頓的酒店建築。其為桑頓天際線的一個明顯標誌，是南非的精英酒店之一，曾接待美國前總統巴拉克·奧巴馬、奧花·雲費、安祖蓮娜·祖莉、瑪麗·嘉兒、芭黎絲·希爾頓、坎耶·韋斯特、Lady Gaga和賈斯汀·比伯等名人。